# NHL (2020/2021)
Sezon NHL 2020/2021 – 103 sezon gry National Hockey League, a 104 jej działalności. Ze względu na epidemię koronawirusa sezon rozpoczął się z opóźnieniem 13 stycznia 2021. Zakończenie zaplanowano na 8 maja 2021. Każda z drużyn rozegra 56 spotkań. Dokonano nowego podziału na dywizje: North, West, Central i East. Wszystkie drużyny kanadyjskie zostały zgrupowane w dywizji North, aby nie było konieczności przekraczania granicy, co utrudniały przepisy sanitarne. Po zakończeniu sezonu regularnego po cztery drużyny z każdej dywizji rozpoczną walkę o Puchar Stanleya. Pucharu broni drużyna Tampa Bay Lightning.

## Wydarzenia przedsezonowe

### NHL Entry Draft 2020
58 draft w historii odbył się 6–7 października 2020. Planowany był w hali Bell Centre w Montrealu jednak ze względu na epidemię koronawirusa przeprowadzony został w formie wideokonferencji.
Wśród drużyn, które nie awansowały do play-off 10 sierpnia 2020, w losowaniu poprzedzającym draft, wybrane zostały drużyny mające pierwszeństwo naboru. Pierwszeństwo wylosowała drużyna New York Rangers przed Los Angeles Kings i Ottawa Senators (za San Jose Sharks). Z pierwszym numerem wybrany został Kanadyjczyk Alexis Lafrenière, a następnie Kanadyjczyk Quinton Byfield i Niemiec Tim Stützle.

### Salary cap
10 lipca 2020 liga i Stowarzyszenie graczy NHL poinformowały, że pułap wynagrodzeń na sezon 2020/2021 wyniesie 81,5 mln dolarów i taki pułap wynagrodzeń będzie obowiązywał do sezonu 2025/26. Stanowi to utrzymanie pułapu wynagrodzeń w stosunku do poprzedniego sezonu.

## Sezon regularny

### NHL Winter Classic
Ze względu na epidemię koronawirusa zawody zostały odwołane.

### NHL All-Star Game
Ze względu na epidemię koronawirusa zawody zostały odwołane.